# 1983年北海道知事選挙
1983年北海道知事選挙（1983ねんほっかいどうちじせんきょ）は、北海道の執行機関である北海道知事を選出するために行われた選挙で、1983年4月10日に投票が行われた。
日本全国の首長や地方議会議員を一斉に改選するために行われた第10回統一地方選挙前半戦の一環で実施された。

## 概要
北海道知事の任期4年が満了したことに伴って実施された選挙である。北海道知事選挙は第1回（1947年）以来、一貫して統一地方選挙の日程で実施されている。また北海道は日本社会党（以下、社会党）を中心とした革新勢力が強い地域であり、知事選挙では常に保革一騎討ちの選挙戦が展開されてきた。
今回の選挙は、現職で3期12年間の間知事を務めてきた堂垣内尚弘が引退したことに伴い12年ぶりに新人同士の争いとなった。前副知事で自民党などが推薦した三上顕一郎、弁護士で共産党が推薦する広谷陸男、前代議士で社会党などが推薦する横路孝弘の3人が立候補し、事実上、三上候補と横路候補による一騎討ちの選挙戦となった。選挙の結果、横路候補が三上候補を7万票余りの僅差で抑えて勝利し、24年ぶりに革新道政を奪還した。

## 立候補者
知事選挙が告示された3月16日の翌17日の立候補届出締め切りまでに届け出したのは、以下の3名である。
| 候補者名   | 年齢 | 党派   | 新旧 | 推薦・支持政党                         | 前職                    |
| ---------- | ---- | ------ | ---- | -------------------------------------- | ----------------------- |
| 三上顕一郎 | 55   | 無所属 | 新人 | 自民党・公明党・民社党・新自ク・社民連 | 前北海道副知事          |
| 広谷陸男   | 54   | 無所属 | 新人 | 共産党                                 | 弁護士                  |
| 横路孝弘   | 42   | 無所属 | 新人 | 社会党・革自連                         | 前代議士（北海道第1区） |

- 凡例
  - 自民党＝自由民主党、社会党＝日本社会党、共産党＝日本共産党
  - 新自ク＝新自由クラブ、民社党＝民社党、公明党=公明党
  - 社民連＝社会民主連合、革自連＝革新自由連合

## 選挙の構図
前副知事の三上候補は、道政与党の自民党に加え、前回知事選にて社共共闘で立候補した五十嵐広三を支援した公明党に民社党、新自ク、社民連の5党からの推薦を受け、保守中道勢力を総結集した。対する横路候補は社会党と革自連から推薦を、広谷候補は日本共産党から推薦を受けた。この結果、前回知事選まで続いてきた社共共闘は崩壊した。三上と横路の両候補はともに「道民党」を掲げ、三上候補は「保守・中道道政の継続」を訴えたのに対し、横路候補はあえて保守道政批判による保革対決構図を避け、「静かな改革」を訴え、「道政にイデオロギーは必要ない」と革新色を極力避けた。これに対し、広谷候補は、三上と横路の両候補を「カレーライスかライスカレーの違いでしかない」と厳しく批判し、革新の立場を強調した。

## 選挙結果
4月10日に投票が行われ、同日の即日開票と翌11日の翌日開票の結果、横路候補が三上候補と大接戦を演じた末、およそ7万票余りの僅差で破って、初当選を果たした。

※当日有権者数：3,912,974人 最終投票率：83.89%（前回比：+1.48pts）
| 候補者名   | 年齢 | 所属党派 | 新旧別 | 得票数      | 得票率 | 推薦・支持                             |
| ---------- | ---- | -------- | ------ | ----------- | ------ | -------------------------------------- |
| 横路孝弘   |      | 無所属   | 新人   | 1,597,590票 | 49.0%  | 社会党・革自連                         |
| 三上顕一郎 |      | 無所属   | 新人   | 1,526,230票 | 46.8%  | 自民党・公明党・民社党・新自ク・社民連 |
| 広谷睦男   |      | 無所属   | 新人   | 136,629票   | 4.2%   | 共産党                                 |

横路候補の勝因としては、長年の国会活動と24年前に知事選に挑んで敗れた亡父・横路節雄と親子2代で知事選に挑んだ知名度の高さ、「勝手連」運動による草の根からの支持の盛り上がり、革新色を薄めて保守・中道票の取り込みに成功した、ことなどが挙げられる。一方、基礎票では横路候補より圧倒的に有利であった三上候補の敗因は、道庁と企業ぐるみの組織型選挙に対する反発、盤石な選挙体制に対する油断から生じた後援会組織のゆるみ、三上候補のカラーが中曽根内閣の軍拡タカ派路線と重なり道民に警戒心を抱かせたことが挙げられる。加えて中川一郎元農水大臣の死去や地崎宇三郎自民党道連会長の引退表明など、道連有力者の相次ぐ不在で地力が低下したことも響いた。